# Teilhabegesellschaft
In einer Teilhabegesellschaft  soll jeder beim Erreichen der Volljährigkeit Kapital bekommen, um möglichst gleiche Chancen auf ein selbstbestimmtes Leben als ökonomischer Teilhaber (Stakeholder) zu ermöglichen.

## Teilhabegesellschaft (Stakeholder Society)
Der Vorschlag der Teilhabegesellschaft stammt von den US-Amerikanern Bruce Ackerman und Anne Alstott. Unter dem Namen „Stakeholder Society“ schlagen sie vor, dass allen Bürgern mit der Volljährigkeit ein Startkapital in Höhe von 80.000 US $ (oder bei Nichtvorliegen bestimmter Bedingungen wenigstens dessen Ertrag) zur Verfügung gestellt werden soll. In der Regel soll das Kapital dabei ab 18 Jahren zinsträchtig angelegt und spätestens ab 21 Jahren in vier Jahrestranchen den Anspruchsberechtigten ausgezahlt werden. Wer ein Studium oder eine Berufsausbildung davon finanziert, kann bereits früher darüber verfügen. Diese für alle einheitliche Sozialerbschaft wird zunächst im Übergang durch eine Vermögenssteuer finanziert, später dann, wenn die ersten Nutznießergenerationen selbst Erblasser geworden sind, durch eine prioritäre Erbschaftsteuer.
Im englischsprachigen Raum hat dieser Text zu einer lebhaften Diskussion geführt. So hat die britische Labour-Regierung mit Beginn von 2005 an die schon im Wahlkampf versprochenen ‚Baby Bonds’ tatsächlich eingeführt (offiziell nun „Child Trust Funds“ genannt). Das ist ein Programm, für jedes Neugeborene ein staatlich bereitgestelltes Kapital anzulegen, das je nach sozialer Lage zwischen 250 £ und 500 £ beträgt, und das den Begünstigten mit Zins und Zinseszins im Alter von 18 Jahren zur Verfügung gestellt wird. Eine Aufstockung davon ist bereits Thema der aktuellen politischen Diskussion.
Unter dem Namen „Teilhabegesellschaft“ haben die Wissenschaftler Claus Offe, Gerd Grözinger und Michael Maschke dieses Konzept, unterstützt durch die Heinrich-Böll-Stiftung, auf Deutschland übertragen. Alle Jugendlichen sollen 60.000 € Startkapital erhalten. Von diesem Startkapital könnten z. B. Ausbildungen finanziert, freiberufliche Tätigkeiten begonnen oder Wohneigentum erworben werden; es dient aber auch als vorrangige Absicherung gegen Einkommensarmut.
Die Idee der Teilhabegesellschaft wurde am 9. Mai 2017 auch von Bundesarbeitsministerin Nahles unter dem Titel „persönliches Erwerbstätigenkonto“ auf dem Kongress re:publica aufgegriffen. Sie schlug vor, dass jeder ab dem 18. Geburtstag ein steuerfreies Startguthaben bekommt. Das Geld könne im Verlauf des Erwerbslebens für unterschiedliche, klar definierte Zwecke wie Qualifizierung, Gründung, ein Sabbatical oder eine Pflegeauszeit verwandt werden. Sie schlug eine Summe von 15 000 bis 20 000 € pro Kopf vor, räumte aber ein, dass das Konzept nicht mit Bundesfinanzminister Schäuble abgestimmt sei.

## Finanzen
Der Idee nach ist die Teilhabegesellschaft umlagefinanziert. So wird ein Teil des volkswirtschaftlichen Vermögens zwischen den Generationen kollektiv und kohortenbezogen weitergegeben, statt bisher ausschließlich individuell und familienbezogen.
Diese langfristige Refinanzierung der Teilhabegesellschaft krankt jedoch an dem Problem, dass zwischen den ersten Auszahlungen und den ersten Rückzahlungen eine zeitliche Lücke von rund 50 Jahren liegt. Deswegen sind in den ersten Jahrzehnten andere Finanzierungsquellen notwendig.
Der jährliche Bruttobedarf der Teilhabegesellschaft ist die kumulierte Summe aller Anteile, die an berechtigte 18-Jährige ausgezahlt oder für sie in Treuhänderschaft übergeben werden. Für 2005 würde das einen Bruttobedarf von 55,7 Milliarden € bedeuten. Bereits 2020 läge aufgrund der demografischen Entwicklung der Bruttobedarf nur noch bei 43,6 Milliarden €.
Da die Teilhabegesellschaft große Veränderungen für das deutsche Sozialsystem bringen würde, kann ein Teil dieses Bruttobedarfes mit anderen sozialstaatlichen Leistungen, die dann nicht mehr notwendig wären, verrechnet werden, wie z. B. Ausbildungsförderung, Förderung von Bildungsteilnehmern durch die Bundesanstalt für Arbeit, Teile der Hochschulfinanzierung, der Sozialhilfe, des Arbeitslosengeldes II, des Wohngeldes und des Kindergeldes sowie die Förderung der Vermögensbildung. In der Summe ergeben sich Einsparungen von mittelfristig 22,6 Milliarden € und langfristig 29,3 Milliarden €. Wenn diese Summen von den 55,7 Milliarden € Bruttobedarf abgezogen werden, ergibt sich ein mittelfristiger Nettobedarf von 33,1 Milliarden € und ein langfristiger Nettobedarf von 26,4 Milliarden €.
Der Finanzbedarf könnte durch eine Kombination aus einer Reform der Erbschaftsteuer und der Wiedereinführung einer 1,5-prozentigen periodischen Vermögensteuer gedeckt werden.